# Романи про барона Трампа

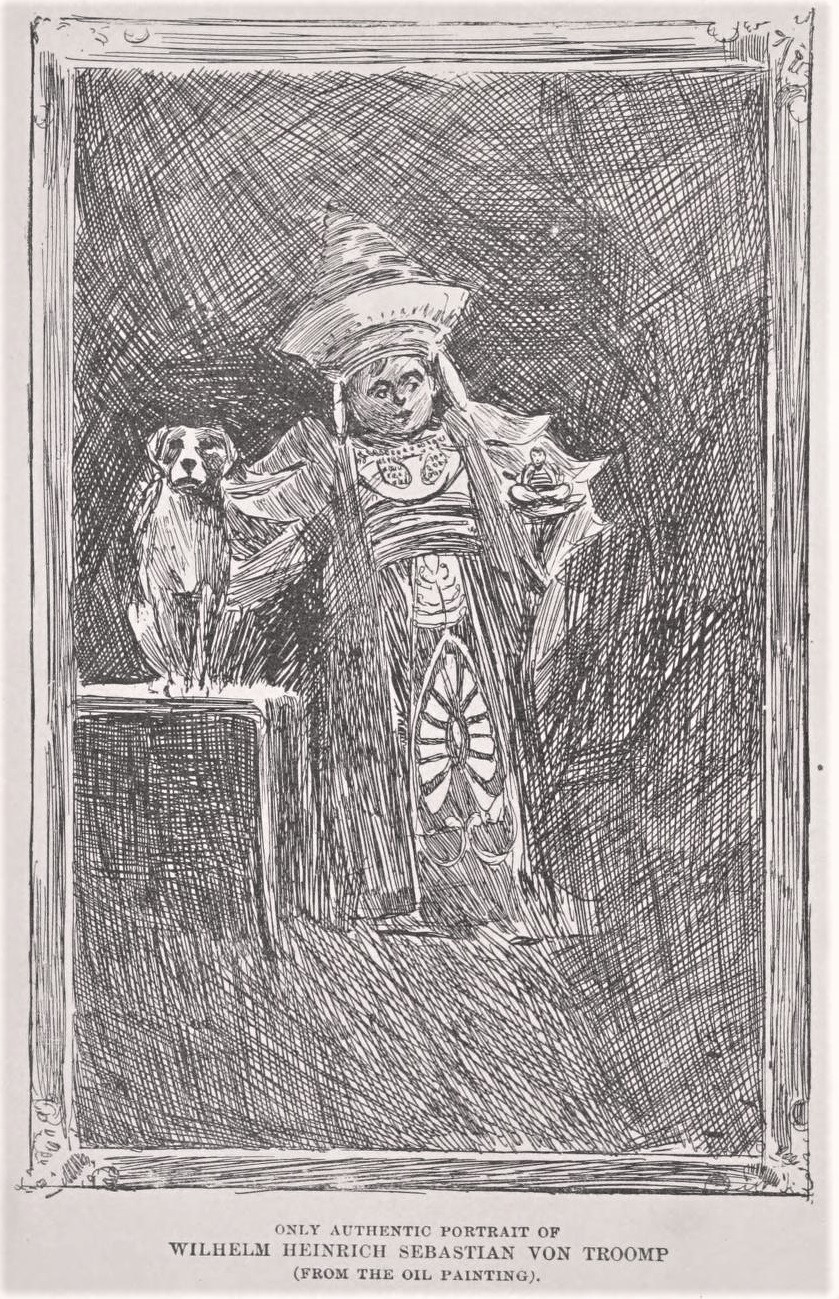
Фронтиспіс до видання роману «Дивовижна підземна подорож барона Трампа». Напис: Єдиний автентичний портрет Вільгельма Генріха Себастьяна фон Трумпа (з олійної картини).

Романи про барона Трампа — два дитячі романи, написані 1889 і 1893 року американським письменником та адвокатом Інґерсоллом Локвудом. Для широкого загалу залишалися невідомими, доки в 2017 році не привернули увагу американських медіа через позірні подібності між головним героєм і тодішнім президентом США Дональдом Трампом.

## Публікація та сприйняття в XIXст.
Перший роман Локвуда «Мандри та пригоди маленького барона Трампа і його чудового пса Балґера» був опублікований у 1889 році. 1893 року вийшло його продовження «Дивовижна підземна подорож барона Трампа». Обидва романи оповідають про пригоди німецького хлопчика Вільгельма Генріха Себастьяна фон Трумпа, що виступає в них під ім'ям «барон Трамп». Він натрапляє на дивні підземні цивілізації, принагідно ображає тубільців та тікає від своїх зв'язків із місцевими жінками. Раз у раз це повторюється і триває до його повернення додому в замок Трамп.
Твори були частиною напряму в американській дитячій літературі, що задовольняв попит на фантастичні пригодницькі історії, викликаний «Пригодами Аліси в Дивокраї» Льюїса Керролла (1865). Проте романи Локвуда були сприйняті байдуже і не ввійшли в канони дитячої літератури. Відгук на один з них у The Atlantic Monthly (1891): Упродовж трьох сотень сторінок автор працює над фантастичною і гротескною оповіддю, час від часу викрешуючи іскру дотепності; однак від іскор мало світла й зовсім немає тепла, тож сюжет доводиться шукати навпомацки.

## Сплеск інтересу в XXIст.
У липні 2017 року романи про барона Трампа здобули увагу користувачів інтернет-форумів, а згодом і медіа, які обговорювали подібності між головним героєм і президентом США Дональдом Трампом.
У Politico Хайме Фуллер писала, що барон Трамп «квапливий, невгамовний і легко втрапляє в халепу». Він любить згадати про свій величезний мозок і має готову особисту образу ледь не для кожного стрічного. Фуллер також зазначила, що барон Трамп живе в будівлі, названій на його честь «замком Трамп»; тоді як справжній Дональд Трамп жив у Трамп-тауер протягом десятиліть. Крім того, молодшого сина Дональда Трампа звати Беррон Трамп, а Дональд Трамп використовував псевдонім John Barron у 1980-х роках.
У Newsweek Кріс Ріотта відмітив, що пригоди барона Трампа починаються в Росії. Водночас Ріотта згадував іншу книгу Локвуда «1900, або Останній президент», де зображено Нью-Йорк після президентських виборів 1896 року, охоплений протестами через шокуючу перемогу кандидата-популіста. Зрештою, ці події спричиняють повстання проти багатіїв і падіння американської республіки.
Сплеск інтересу до романів призвів до того, що деякі користувачі 4chan і прихильники теорій змови, зокрема QAnon, заявили, що Дональд і/або Беррон Трамп брали участь у подорожах у часі. Ці заяви часто супроводжувало твердження, що Джон Трамп, науковець і дядько Дональда, створив був машину часу разом з Ніколою Теслою.